# Bulbophyllum saronae
Bulbophyllum saronae är en orkidéart som beskrevs av Leslie Andrew Garay. Bulbophyllum saronae ingår i släktet Bulbophyllum och familjen orkidéer.
Artens utbredningsområde är Papua Nya Guinea. Inga underarter finns listade i Catalogue of Life.